# Руководство Украинской ССР
Формально высшим законодательным органом Украинской ССР с 1920 года до июля 1938 года был Всеукраинский Съезд Советов, а с июля 1938 года — Верховный Совет УССР, депутаты которого избирались на 4 года (с 1979 года — на 5 лет). Однако фактически с момента установления на Украине Советской власти в 1920 году вплоть до перестройки власть находилась в руках Коммунистической партии Украины в составе КПСС. Высшим органом Компартии Украины был Центральный Комитет (ЦК), и Первый (в 1925—1934 годах — Генеральный) секретарь ЦК КП Украины  был фактическим лидером республики в 1920—1991 годах. Кроме выборов 1990 года, все кандидаты в депутаты Верховного Совета подлежали обязательному одобрению руководством Компартии, выдвижение альтернативных кандидатов не допускалось. Верховный Совет не был постоянно действующим органом, его депутаты собирались на сессии продолжительностью в несколько дней 2-3 раза в год. Для ведения повседневной административной работы Верховный Совет избирал постоянно действующий Президиум, номинально выполнявший функции коллективного главы республики.
На областном уровне руководство представляли первый секретарь обкома партии (до 1990), председатель облисполкома, руководители областных управлений КГБ и МВД.[значимость факта?]

## Первые лица

### РуководителиКП(б)—КПУкраины

#### Секретари ЦК
- Георгий Пятаков (июль-сентябрь 1918, март-май 1919)
- Эммануил Квиринг (октябрь 1918 — март 1919)
- Станислав Косиор (май 1919 — ноябрь 1920)

#### Первые секретари ЦК
- Молотов, Вячеслав Михайлович (23 ноября 1920 — 22 марта 1921)

#### Ответственные секретари ЦК
- Кон, Феликс Яковлевич (22 марта 1921 — 15 декабря 1921)

#### Первые секретари ЦК
- Мануильский, Дмитрий Захарович (15 декабря 1921 — 4 апреля 1923)
- Квиринг, Эммануил Ионович (10 апреля 1923 — 20 марта 1925)

#### Генеральные секретари ЦК (январь 1925 — январь 1934)
- Квиринг, Эммануил Ионович (20 марта 1925 — 7 апреля 1925)
- Каганович, Лазарь Моисеевич (7 апреля 1925 — 14 июля 1928)
- Косиор, Станислав Викентьевич (14 июля 1928 — 23 января 1934)

#### Первые секретари ЦК
- Косиор, Станислав Викентьевич (23 января 1934 — 27 января 1938)
- Хрущёв, Никита Сергеевич (27 января 1938 — 3 марта 1947, до 13 июня 1938 — и.о.)
- Каганович, Лазарь Моисеевич (3 марта 1947 — 26 декабря 1947)
- Хрущёв, Никита Сергеевич (26 декабря 1947 — 16 декабря 1949)
- Мельников, Леонид Георгиевич (16 декабря 1949 — 4 июня 1953)
- Кириченко, Алексей Илларионович (4 июня 1953 — 26 декабря 1957)
- Подгорный, Николай Викторович (26 декабря 1957 — 2 июля 1963)
- Шелест, Пётр Ефимович (2 июля 1963 — 25 мая 1972)
- Щербицкий, Владимир Васильевич (25 мая 1972 — 28 сентября 1989)
- Ивашко, Владимир Антонович (28 сентября 1989 — 23 июня 1990)
- Гуренко, Станислав Иванович (23 июня — 24 октября 1990[1])

### Главы правительства

#### Председатели Народного секретариатаУкраинской Советской Республики
- Бош, Евгения Богдановна (декабрь 1917 — март 1918)
- Скрипник, Николай Алексеевич (март-апрель 1918)

#### Председатели Совета Народных КомиссаровДонецко-Криворожской Советской Республики
- Сергеев, Фёдор Андреевич (1918)

#### ПредседателиВременного Рабоче-крестьянского правительстваУССР
- Пятаков, Георгий Леонидович (ноябрь 1918 — январь 1919)

#### Председатели Совета Народных Комиссаров УССР
- Пятаков, Георгий Леонидович (январь 1919)
- Раковский, Христиан Георгиевич (январь-декабрь 1919)
- Петровский, Григорий Иванович (1919—1920)
- Раковский Христиан Георгиевич (19 февраля 1920 — 15 июля 1923)[2]
- Чубарь, Влас Яковлевич (15 июля 1923 — апрель 1934)[3]
- Любченко, Панас Петрович (28 апреля 1934 — 29 августа 1937)[4]
- Бондаренко, Михаил Ильич (30 августа 1937 — октябрь 1937)[4]
- Марчак, Николай Макарович (октябрь 1937 — 21 февраля 1938), и.о.
- Коротченко Демьян Сергеевич (21 февраля 1938 — 28 июля 1939)[5]
- Корниец, Леонид Романович (28 июля 1939 — 16 февраля 1944)[6]
- Хрущёв, Никита Сергеевич (6 февраля 1944 — 15 марта 1946)

#### ПредседателиСовета Министров УССР
- Хрущёв, Никита Сергеевич (15 марта 1946 — 12 декабря 1947)
- Коротченко, Демьян Сергеевич (26 декабря 1947 — 15 января 1954)[5]
- Кальченко, Никифор Тимофеевич (15 января 1954 — 28 февраля 1961)[4]
- Щербицкий, Владимир Васильевич (28 февраля 1961 — 28 июня 1963)[7]
- Казанец, Иван Павлович (28 июня 1963 — 15 октября 1965)[4]
- Щербицкий, Владимир Васильевич (15 октября 1965 — 8 июня 1972)[7]
- Ляшко, Александр Павлович (9 июня 1972 — 10 июля 1987)
- Масол, Виталий Андреевич (10 июля 1987 — 23 октября 1990)
- Фокин, Витольд Павлович (23 октября 1990 — 24 августа 1991, и.о. до 14 ноября 1990)

### Главы государства

#### Председатели Всеукраинского ЦИК
- Медведев, Ефим Григорьевич (1917—1918)
- Затонский, Владимир Петрович (1918)

#### Председатели Всеукраинского Центрального Военно-Революционного Комитета
- Бубнов, Андрей Сергеевич (1918)
- Сергеев, Фёдор Андреевич (1918)
- Петровский, Григорий Иванович (1918—1919)

#### Председатели Всеукраинского ЦИК
- Сергеев, Фёдор Андреевич (6 января 1919 — 10 марта 1919)
- Петровский, Григорий Иванович (10 марта 1919 — 11 декабря 1919)

#### Председатели Всеукраинского Революционного Комитета
- Петровский, Григорий Иванович (11 декабря 1919 — 19 февраля 1920)

#### Председатели Всеукраинского ЦИК
- Петровский, Григорий Иванович (19 февраля 1920 — март 1938)
- Корниец, Леонид Романович (март 1938 — 25 июля 1938)

#### Председатели ПрезидиумаВерховного Совета УССР
- Корниец, Леонид Романович (27 июля 1938 — 28 июля 1939)
- Гречуха, Михаил Сергеевич (28 июля 1939 — 15 января 1954)
- Коротченко, Демьян Сергеевич (15 января 1954 — 7 апреля 1969)
- Должность вакантна (7 апреля 1969 — 19 июня 1969)
- Ляшко, Александр Павлович (19 июня 1969 — 9 июня 1972)
- Должность вакантна (9 июня 1972 — 28 июля 1972)
- Грушецкий, Иван Самойлович (28 июля 1972 — 24 июня 1976)
- Ватченко, Алексей Федосеевич (24 июня 1976 — 22 ноября 1984)
- Шевченко, Валентина Семёновна (22 ноября 1984 — 4 июня 1990, и.о. до 27 марта 1985)

При вакансии обязанности председателя исполняли заместители.

#### Председатели Верховного Совета УССР (1990—1991)
В июне 1990 должность Председателя Президиума Верховного Совета была упразднена, а его функции переданы Председателю Верховного совета УССР. Таким образом, при сходном названии, должность Председателя Верховного совета УССР в 1990—1991 годах по содержанию весьма отличалась от одноимённой должности до 1990 года. 4 июня 1990 года с целью плавного перехода руководства от партийных структур к парламентским, Первый секретарь ЦК Компартии Владимир Ивашко был избран Председателем Верховного совета Украинской ССР. Однако уже 23 июня он не был переизбран на пост Первого секретаря ЦК, проиграв Станиславу Гуренко, на чём совмещение постов закончилось.
- Ивашко, Владимир Антонович (4 июня 1990 — 9 июля 1990)
- Плющ, Иван Степанович — и.о. (9 июля 1990 — 23 июля 1990)
- Кравчук, Леонид Макарович (23 июля 1990 — 24 августа 1991)

### Председатели Верховного Совета УССР (до 1990)
- Бурмистенко, Михаил Алексеевич (25 июля 1938 — 9 сентября 1941)
- Должность вакантна до выборов Верховного Совета ІІ созыва
- Корнейчук, Александр Евдокимович (4 марта 1947 — 12 сентября 1953)
- Тычина, Павло Григорьевич (12 сентября 1953 — 24 марта 1959)
- Корнейчук, Александр Евдокимович (24 марта 1959 — 14 мая 1972)
- Белый, Михаил Ульянович (8 июня 1972 — 25 марта 1980)
- Сытник, Константин Меркурьевич (25 марта 1980 — 27 марта 1985)
- Костюк, Платон Григорьевич (27 марта 1985 — 15 мая 1990)

## Второй эшелон

### 2-е секретари ЦК КПУ
- Лебедь, Дмитрий Захарович (ноябрь 1920 — май 1924)
- Медведев, Алексей Васильевич (май 1924 — январь 1925)
- Клименко, Иван Евдокимович (январь 1925 — октябрь 1927)
- Медведев, Алексей Васильевич второй раз (октябрь 1927 — ноябрь 1929)
- Картвелишвили, Лаврентий Иосифович (ноябрь 1929 — декабрь 1930)
- Строганов, Василий Андреевич (декабрь 1930 — октябрь 1932)
- Хатаевич, Мендель Маркович (октябрь 1932 — январь 1933)
- Постышев, Павел Петрович (январь 1933 — март 1937)
- Хатаевич, Мендель Маркович второй раз (март — август 1937)
- Кудрявцев, Сергей Александрович (сентябрь 1937 — январь 1938, фактически до 13.10.1937, так как был арестован)
- Бурмистенко, Михаил Алексеевич (январь 1938 — сентябрь 1941, до июня 1938 и. о.)
- Должность отменена (1941—1946)
- Коротченко Демьян Сергеевич (июль 1946 — март 1947)
- Мельников, Леонид Георгиевич (декабрь 1947 — декабрь 1949)
- Кириченко Алексей Илларионович (декабрь 1949 — июнь 1953)
- Подгорный, Николай Викторович (август 1953 — декабрь 1957)
- Найдек Леонтий Иванович (декабрь 1957 — февраль 1960)
- Казанец, Иван Павлович (февраль 1960 — июль 1963)
- Соболь, Николай Александрович (июль 1963 — март 1966)
- Ляшко, Александр Павлович (март 1966 — июнь 1969)
- Лутак, Иван Кондратьевич (июнь 1969 — январь 1976)
- Соколов, Иван Захарович (февраль 1976 — октябрь 1982)
- Титаренко, Алексей Антонович (октябрь 1982 — декабрь 1988)
- Ивашко, Владимир Антонович (декабрь 1988 — сентябрь 1989)
- Гуренко, Станислав Иванович (октябрь 1989—1990)
- Кравчук, Леонид Макарович (июнь — сентябрь 1990)
- Харченко Григорий Петрович (сентябрь — октябрь 1990[1])

### Первые заместители Председателя Совета Министров УССР
- Ткаченко, Александр Николаевич (18 июля 1990 — 21 мая 1991)
- Масик, Константин Иванович (3 августа 1990 — 24 августа 1991)

### Первый заместитель Председателя Верховного Совета УССР
- Плющ, Иван Степанович (6 июня 1990 — 24 августа 1991)